# Tercet
El tercet és una estrofa de tres versos que normalment rimen entre ells, generalment es fa servir per versos d'art major, sobretot de decasíl·labs
. Hi ha la possibilitat de fer tercets encadenats, és a dir, que rimen ABA i el següent tercet rima BCB, d'aquesta manera la rima que queda solta en la primera estrofa és la que ocupa la rima dels versos primer i tercer de la següent. Els tercets encadenats tenen un origen italià i s'anomenaven Terza rima.
Un dels usos més destacats d'aquesta estrofa a través dels tercets encadenats ha estat La Divina Comèdia de Dante i s'anomena terzina dantesca o terzina incatenata:en
La Terzina dantesca és composta de tres versos Hendecasíl·labs (del prefix grec « hendéca » que significa « onze »), el primer i el tercer dels quals rimen entre ells, mentre el segon rima amb el primer i el tercer del tercet successiu.
Cada cant s'acaba amb un vers aïllat que tanca la rima amb el segon vers del tercet que el precedeix.
En català tant la traducció medieval en vers d'Andreu Febrer com les dues actuals de Josep Maria de Sagarra i Joan Francesc Mira han conservat l'estructura del tercet encadenat. Per altra banda, la primera obra autòctona que utilitza aquest metre és La glòria d'amor de fra Bernat Hug de Rocabertí i que data de la dècada de 1460.